# Yên Bái
Yên Bái – miasto w Wietnamie, stolica prowincji Yên Bái.